# Joaquim Inácio Silveira da Motta Júnior
Joaquim Inácio Silveira da Motta Júnior (Curitiba, 24 de agosto de 1844 - Curitiba, 25 de março de 1903) foi um advogado e político brasileiro filiado a Partido Liberal.

## Biografia
Nascido em Curitiba, era filho do médico Joaquim Inácio Silveira da Motta e de Maria Teolinda da Conceição Ribas. Em Curitiba estudou no Liceu Paranaense e concluiu o preparatório no Colégio Fernão, em 1860. No ano seguinte matriculou-se na Faculdade de Direito de São Paulo, formando-se em 29 de novembro de 1865.
Na 8ª Assembleia Legislativa Provincial (1868-1869) ficou como suplente. Já em 1872 elegeu-se deputado provincial. Posteriormente, foi nomeado juiz municipal no Termo da Lapa, onde se casou a 31 de maio de 1874 com Etelvina de Oliveira Lima. Exerceu a jurisdição em São José dos Pinhais, em Paranaguá, em Santa Cristina do Pinhal e em Vitória.
A convite do presidente da Província, Jesuíno Marcondes, do Partido Liberal, voltou a Curitiba para exercer o cargo de Chefe de Policia, no qual se manteve até a proclamação da Republica.
Nas primeiras eleições constitucionais, na chapa de Generoso Marques dos Santos, foi 1º vice-presidente, sendo eleito pelo Congresso Legislativo. Exerceu interinamente, a presidência, de 10 de julho a 19 de novembro de 1891.